# Nanobagrus fuscus
Nanobagrus fuscus es una especie de pez actinopeterigio de agua dulce, de la familia de los bágridos.

## Morfología
Cuerpo de bágrido de pequeño tamaño, con una longitud máxima descrita de 5,1 cm.

## Distribución y hábitat
Se distribuye por ríos y lagos del sureste de Asia, en Malasia y algunas islas de Indonesia. Son peces de agua dulce tropical, de hábitat tipo demersal.